# Яна Главачкова
Яна Главачкова (чеськ. Jana Hlaváčková; нар. 22 травня 1981) — колишня чеська тенісистка.
Найвищу одиночну позицію світового рейтингу — 202 місце досягла 25 червня 2001, парну — 193 місце — 14 червня 2004 року.
Здобула 5 одиночних та 1 парний титул туру ITF.
Завершила кар'єру 2006 року.

## Фінали ITF
| турніри $100,000 |
| турніри $75,000  |
| турніри $50,000  |
| турніри $25,000  |
| турніри $10,000  |

### Одиночний розряд: 5 (5 перемог)
| Результат | Ранг | Дата           | Турнір                    | Покриття | Суперниця           | Рахунок       |
| --------- | ---- | -------------- | ------------------------- | -------- | ------------------- | ------------- |
| Перемога  | 1.   | 21 червня 1998 | ITF Старі Сплави, Чехія   | Ґрунт    | Мілена Неквапілова  | 3–6, 6–2, 6–2 |
| Перемога  | 2.   | 1 серпня 1999  | ITF Горб, Німеччина       | Ґрунт    | Їтка Схенфельдова   | 6–4, 6–7, 6–1 |
| Перемога  | 3.   | 6 травня 2001  | ITF Кань-сюр-Мер, Франція | Ґрунт    | Сабіне Клашка       | 7–5, 6–4      |
| Перемога  | 4.   | 10 червня 2001 | ITF Галатіна, Італія      | Ґрунт    | Марія Елена Камерін | 1–6, 6–3, 6–2 |
| Перемога  | 5.   | 29 червня 2003 | ITF Бостад, Швеція        | Ґрунт    | Ленка Немечкова     | 6–4, 3–6, 6–0 |

### Парний розряд: 6 (1–5)
| Результат | Ранг | Дата            | Турнір                 | Покриття | Партнерка                 | Суперниці                                   | Рахунок            |
| --------- | ---- | --------------- | ---------------------- | -------- | ------------------------- | ------------------------------------------- | ------------------ |
| Поразка   | 1.   | 3 березня 2002  | ITF Нью-Делі, Індія    | Тверде   | Ева Бірнерова             | Choi Young-ja Kim Eun-ha                    | 7–6(7–4), 4–6, 3–6 |
| Поразка   | 2.   | 15 червня 2003  | ITF Вадуц, Ліхтенштейн | Ґрунт    | Петра Цетковська          | Жофія Губачі Зузана Гейдова                 | 4–6, 4–6           |
| Перемога  | 1.   | 28 червня 2003  | ITF Бостад, Швеція     | Ґрунт    | Домініка Лузарова         | Ванесса Генке Ленка Немечкова               | 7–5, 6–2           |
| Поразка   | 3.   | 12 жовтня 2003  | ITF Хуарес, Мексика    | Ґрунт    | Гана Шромова              | Лурдес Домінгес Ліно Нурія Льягостера Вівес | 4–6, 6–2, 6–3      |
| Поразка   | 4.   | 28 березня 2004 | ITF Ельда, Іспанія     | Ґрунт    | Андреа Сестіні Главачкова | Лурдес Домінгес Ліно Фредеріка Пієдаде      | w/o                |
| Поразка   | 5.   | 10 жовтня 2004  | ITF Хуарес, Мексика    | Ґрунт    | Андреа Главачкова         | Карла Тіене Марія Фернанда Алвеш            | 4–6, 0–6           |